# Dhikura
Dhikura (en népalais : ढिकुरा) est un comité de développement villageois du Népal situé dans le district d'Arghakhanchi. Au recensement de 2011, il comptait 4 199 habitants.